# Пітер Наур
Пітер Наур (25 жовтня 1928—3 січня 2016) — данський піонер інформатики та лауреат премії Тюрінга. Перша літера його прізвища присутня в абревіатурі BNF (нотація Бекуса — Наура), назві правил запису синтаксису багатьох мов програмування. Брав участь у створенні мови програмування ALGOL 60.
Спочатку займався астрономічними дослідженнями, отримав ступінь PhD в 1957 р., але знайомство з комп'ютерами призвело до зміни професії. Упродовж 1959—1969 років працював у Regnecentralen, і в той же час викладав в Інституті Нільса Бора та Технічному університеті Данії. Починаючи з 1969 до 1998 року був професором інформатики в Університеті Копенгагена.
Основними галузями досліджень є розробка, структура та ефективність комп'ютерних програм та алгоритмів. Наур також був піонером у галузі розробки програмного забезпечення та дослідження архітектури програм. У книзі англ. Computing: A Human Activity (укр. Обчислення: людська справа, 1992), яка складається з його праць в галузі інформатики, Наур відкидає твердження формалістської школи програмування, згідно з якими розробка програмного забезпечення є відгалуженням математики. Йому не подобається назва нотації Бекуса — Наура (приписана йому Дональдом Кнутом) та віддає перевагу назві Нормальна нотація Бекуса.
Науру не подобається термін комп'ютерні науки та пропонує назву datalogy (інформатика). Термін datalogi став поширеним в Данії та Швеції.
Останніми роками він став активно виступати на підтримку науки в цілому: можливо, його можна назвати емпіристом. Він піддав атаці деякі напрями філософії та психології зі своєї точки зору. Останнім часом він займався розробкою теорії мислення людини.
2005 р. він виграв Премію Тюрінга від ACM за роботу над своренням мови програмування ALGOL 60. Зокрема, за його редагування впливового видання «Доповідь про алгоритмічну мову ALGOL 60» з першим використанням BNF.